# Гиндарешти
Гиндарешти (рум. Ghindărești, рус. Гиндэрешти) или Новењкоје (рус. Новенькое) је насеље и седиште истоимене општине Гиндарешти у жупанији Констанца у Румунији. Према попису из 2021. у насељу је било 2.557 становника.

## Географија
Гиндарешти се налази на југоистоку Румуније у историјско-географском региону Добруџе. Смештено је на десној обали Дунава, на северозападу жупаније Констанца. Од града Харшове удаљен је 12 километара, а од седишта жупаније, Констанце, 83 километара. Граничи се са општином Хорија на истоку, са општином Топалу на југу, а на западу је Дунав који представља границу са жупанијом Јаломица.

## Становништво
| 1992. | 2002. | 2011. | 2021. |
| ----- | ----- | ----- | ----- |
| 2.865 | 2.712 | 1.973 | 2.557 |

Према попису из 2021. у Гиндарештију је живело 2.557 становника што је за 584 више (+29,60%) у односу на попис из 2011. када је у насељу било 1.973 становника.
Према попису из 2021. већину становништва су чинили Руси-Липовани (93,20%) што га чини јединим у жупанији Констанца.
| Етнички састав према попису из 2021.‍ | Етнички састав према попису из 2021.‍ | Етнички састав према попису из 2021.‍ | Етнички састав према попису из 2021.‍ | Етнички састав према попису из 2021.‍ |
| ------------------------------------ | ------------------------------------ | ------------------------------------ | ------------------------------------ | ------------------------------------ |
|                                      |                                      |                                      |                                      |                                      |
| Руси-Липовани                        | Руси-Липовани                        |                                      | 2.383                                | 93,20%                               |
| Румуни                               | Румуни                               |                                      | 108                                  | 4,22%                                |
| Непознато                            | Непознато                            |                                      | 66                                   | 2,58%                                |